# Csimhova
Csimhova (1899-től 1920-ig Csimó, szlovákul Čimhová) község Szlovákiában, a Zsolnai kerület Turdossini járásában.

## Fekvése
Alsókubintól 36 km-re északkeletre, az Oravica-patak partján.

## Története
A falut 1438-ban a Platthy család alapította, amely Albert magyar királytól kapta adományként. Ekkor említik először „Chemechova” néven. 1547-ben „Chymahowe”, 1558-ban „Chemohowa” alakban említik. A 17. század közepén az ellenreformáció árvai központja lett. 1659-ben 338 lakosa volt.
A 18. század végén Vályi András így ír róla: „CSIMHOVA. Tót falu Árva Vármegyében, földes Ura Platy Uraság, lakosai katolikusok, fekszik Lieszeknek szomszédságában, Tvordosintól mintegy más fél mértföldnyire. Határja három nyomásbéli, ’s gabonát is, de kivált zabot gazdagon terem, ’s ez az oka, hogy lakosai többnyire pályinka főzéssel is foglalatoskodnak, fája, mind épűletre, mind tűzre van, második Osztálybéli.”
1828-ban 67 házában 315 lakos élt, akik posztószövők, takácsok, kosárfonók voltak.
Fényes Elek 1851-ben kiadott geográfiai szótárában így ír a faluról: „Csimhova, tót falu, Árva vármegyében, 315 kath. lak., kik sok pálinkát főznek, s vásznat csinálnak. Kath. paroch. templom. Hegyeiben kőszenet találni. F. u. Plathy, Csemniczky sat.”
1899-ben nevét átmenetileg Csimóra magyarosították. A trianoni diktátumig Árva vármegye Trsztenai járásához tartozott.
1948-ig malom és fűrésztelep is működött a községben. Lakói közül sokan magángazdaságokban dolgoztak.

## Népessége
| Év:            | 1994. | 2004.   | 2014.   | 2024.   |
| -------------- | ----- | ------- | ------- | ------- |
| Emberek száma: | 596   | 648     | 678     | 681     |
| Eltérés:       |       | +8,72 % | +4,62 % | +0,44 % |

| Év:            | 2023. | 2024.   |
| -------------- | ----- | ------- |
| Emberek száma: | 672   | 681     |
| Eltérés:       |       | +1,33 % |

1910-ben 284-en, többségében szlovákok lakták, jelentős magyar kisebbséggel.
2001-ben 633 lakosából 630 szlovák volt.
2011-ben 662 lakosából 652 szlovák.

## Nevezetességei
- Szent Imre római katolikus plébániatemploma 1775-ben épült, főoltárán Szent István király és Szent Imre herceg szobraival.